# Balatonföldvár
Balatonföldvár (hongrois : Balatonföldvár [ˈbɒlɒtonføldvaːr] ; allemand : Földwahr) est une localité hongroise située dans le comitat de Somogy, au bord du lac Balaton.

## Nom et attributs

### Toponymie
La forteresse de terre (földvár) a été construite à la fin de l'âge du fer, à l'époque des Celtes. Les fossés et les levées de terre bien conservés de cette structure sont encore clairement visibles sur la falaise. Les habitants désignent généralement la ville simplement par le nom de Földvár.

## Site et localisation

### Topographie et hydrographie
La ville est située entre Szántód à l'est et Balatonszárszó à l'ouest. Au sud, le relief s'élève vers les collines de Külső-Somogy, notamment en direction de Kőröshegy.

## Histoire
Le nom de Balatonföldvár provient d'un ancien fort de terre datant de l'âge du fer, édifié par les Celtes aux alentours du IVe siècle avant notre ère. Les vestiges de ses douves et remparts sont encore visibles aujourd'hui, dominant le lac depuis les hauteurs. À partir de l'an 180 apr. J.-C., les Romains occupent la région du Balaton, et l'actuelle localité se trouvait alors sur une importante voie militaire reliant Aquincum (aujourd'hui partie de Budapest) à l'Italie. Cette route traversait la province romaine de Pannonie, qui recouvrait l'ouest de la Hongrie actuelle.
Le nom Földvár apparaît pour la première fois dans des documents du XIe siècle, puis de nouveau en 1358. Au Moyen Âge, la zone était principalement constituée de pâturages et dépendait juridiquement de la localité voisine de Kőröshegy, située à environ trois kilomètres au sud. En 1677, l'archevêque György Széchényi acquiert la région. Les cartes de l'époque mentionnent alors le domaine comme Földvárpuszta.
À la fin du XIXe siècle, sur proposition du médecin de la famille Széchényi, Frigyes Korányi, l'idée d'établir une station balnéaire voit le jour. Le comte Imre Széchényi fait alors diviser ses terres, et les premières constructions débutent en 1894 sous la direction de l'ingénieur István Spur et du jardinier József Schilán. La station de Balatonföldvár est officiellement inaugurée en 1896, année où elle reçoit son nom actuel. Plus de 40 villas y sont construites pour des aristocrates, officiers et figures influentes de la société.
Après la perte du littoral adriatique à la suite de la Première Guerre mondiale, les stations du Balaton retrouvent un intérêt stratégique et touristique, et Balatonföldvár continue à se développer. De nombreuses personnalités hongroises fréquentent la ville entre les deux guerres, parmi lesquelles Gizi Bajor, Kálmán Kandó, László Németh, Jenő Rákosi, Lőrinc Szabó et György Ránki.
Après 1945, de nouvelles infrastructures voient le jour : hôtels, colonies de vacances d'entreprises, logements, restaurants, commerces. On y construit une scène en plein air, un centre culturel et un cinéma. En 1948, la ville devient une commune indépendante, détachée de Kőröshegy. Dans l'esprit du régime de l'époque, l'hôtel Festival, un complexe en béton de deux blocs de huit étages, est érigé en 1976.
En 1985, Balatonföldvár devient un grand bourg (nagyközség), puis accède au statut de ville en 1992.

## Population

### Minorités culturelles et religieuses
Lors du recensement de 2011, la population de Balatonföldvár était majoritairement composée de Hongrois (81,3 %). Les minorités les plus représentées étaient les Allemands (4,1 %), les Roms (0,2 %), les Croates (0,2 %) et les Roumains (0,2 %). Près d'un cinquième des habitants (18,3 %) n'ont pas déclaré d'appartenance ethnique, ce qui, conjugué aux identités multiples, explique que le total puisse dépasser 100 %.
Sur le plan religieux, 38,8 % des habitants se déclaraient catholiques romains, 9,9 % réformés, 3,6 % évangéliques, 0,5 % gréco-catholiques et 13,5 % sans confession, tandis que 32,8 % n'ont pas répondu à la question.
Selon le recensement de 2022, 83,9 % de la population s'identifiait comme hongroise, 2,6 % comme allemande et 1,4 % comme rom. Parmi les autres minorités, on trouvait des Slovaques, des Roumains et des Polonais (chacune représentant 0,1 %), ainsi que 2,8 % d'autres nationalités étrangères. Le taux de non-réponse s'élevait à 15,7 %.
Du point de vue religieux, 33,6 % des habitants se déclaraient catholiques romains, 9,1 % réformés, 2,5 % évangéliques, 0,9 % gréco-catholiques, 1,2 % autres catholiques, 0,9 % autres chrétiens et 0,1 % orthodoxes. Les personnes sans affiliation religieuse représentaient 10,7 % de la population, tandis que 40,9 % n'ont pas souhaité se prononcer.

## Équipements

### Vie culturelle
Outre ses plages aménagées (centrale, est et ouest), la ville dispose d'un centre d'interprétation consacré à l'histoire de la navigation sur le Balaton et organise chaque été une série de festivals, expositions et spectacles dans ses lieux publics, notamment sur la place du Jubilé et au centre culturel Gizi Bajor.

### Réseaux extra-urbains
Balatonföldvár est accessible par l'autoroute M7, la route principale 7, ainsi que par la ligne de chemin de fer Budapest–Murakeresztúr. On peut également y accéder depuis la route secondaire 6505, en bifurquant à Kőröshegy dans la rue György Dózsa.

## Économie
Balatonföldvár ne possède ni industrie lourde ni grandes exploitations agricoles. L'essentiel de son économie repose sur le tourisme, les services et la restauration. L'ancien centre industriel de la ville, une briqueterie du XIXe siècle, n'est plus en activité.
Le port de plaisance de Balatonföldvár, inauguré en 1905, est aujourd'hui l'un des plus grands du Balaton. Il est protégé par deux jetées incurvées, dont l'une en béton armé de 102 mètres de long. Les matériaux extraits lors du dragage du bassin ont servi à créer une île artificielle, appelée Galamb-sziget (« île aux pigeons »), ainsi nommée en raison des sculptures décoratives ornant le petit pont la reliant à la rive. L'île est plantée de peupliers et accueille le club de voile local.
Sous le régime communiste, cette partie du port fut fermée au public et réservée aux membres du Parti pour leurs séjours estivaux. Ce n'est qu'après la transition démocratique, au début des années 1990, que le site a été rouvert. Le brise-lames oriental demeure toutefois inaccessible.

## Patrimoine local

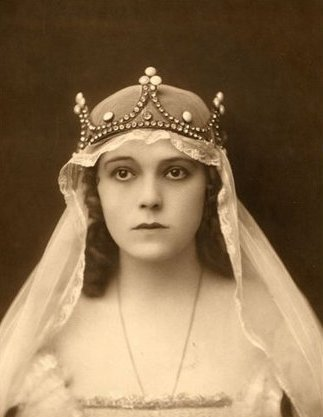
L'actrice Gizi Bajor.

Plusieurs villas historiques jalonnent la rue Petőfi (anciennement rue Imre), comme l'ancienne demeure de l'écrivain Jenő  Rákosi (n°1), un pavillon nommé « Kulpintyó » ayant appartenu à Zsigmond Széchenyi, ou la maison de la célèbre comédienne Gizi Bajor (n°11), à qui la ville a dédié un centre culturel. Le n°13 abrite une villa néoromane ayant appartenu au médecin Frigyes Korányi, conseiller de la famille Széchényi, qui proposa la création d'une station thermale sur ce site.
La ville abrite également deux édifices religieux notables : la chapelle dédiée à Notre-Dame du Mont Carmel (1897), située près d'un parc boisé, et l'église catholique moderne (conçue par László Irsy, consacrée en 1944), remarquable pour ses vitraux colorés.

## Jumelages
| Ville | Ville                    | Pays | Pays      |
| ----- | ------------------------ | ---- | --------- |
|       | Gaienhofen               |      | Allemagne |
|       | Kühbach                  |      | Allemagne |
|       | Saint-Georges-de-Didonne |      | France    |
|       | Steckborn                |      | Suisse    |
|       | Ylöjärvi                 |      | Finlande  |
|       | Zetea                    |      | Roumanie  |

## Personnalités liées à la localité
Balatonföldvár a longtemps attiré des personnalités marquantes du monde intellectuel, artistique et scientifique hongrois. Parmi elles, le professeur Frigyes Korányi, médecin de la famille Széchényi, fut à l'origine de l'idée de transformer ce site en station balnéaire. Dans l'entre-deux-guerres, la ville devint un lieu de villégiature prisé par l'élite culturelle du pays. L'actrice Gizi Bajor, figure emblématique du Théâtre national, y possédait une villa, aujourd'hui honorée par un centre communautaire et une rue qui portent son nom. Le poète Lőrinc Szabó, l'écrivain László Németh, ou encore le compositeur György Ránki appréciaient eux aussi la quiétude et le charme du site. On y croisa également le journaliste Jenő Rákosi, sa sœur, la comédienne Szidi Rákosi, l'ingénieur Jenő Kvassay, et Kálmán Kandó, pionnier de la traction électrique ferroviaire. Tous ont contribué à faire de Balatonföldvár un haut lieu de la villégiature cultivée au bord du lac Balaton.